# Diocesi di Evinayong
La diocesi di Evinayong (in latino Dioecesis Evinayongensis) è una sede della Chiesa cattolica in Guinea Equatoriale suffraganea dell'arcidiocesi di Malabo. Nel 2021 contava 100.560	battezzati su 113.150 abitanti. È retta dal vescovo Calixto Paulino Esono Abaga Obono.

## Territorio
La diocesi si trova nella parte centrale della Guinea Equatoriale continentale e comprende la provincia di Centro Sud.
Sede vescovile è la città di Evinayong, dove si trova la cattedrale di San Giuseppe.
Il territorio si estende su 9.988 km² ed è suddiviso in 17 parrocchie.

## Storia
La diocesi è stata eretta il 1º aprile 2017 con la bolla Ad augendam christifidelium di papa Francesco, ricavandone il territorio dalla diocesi di Bata.

## Cronotassi dei vescovi
Si omettono i periodi di sede vacante non superiori ai 2 anni o non storicamente accertati.
- Calixto Paulino Esono Abaga Obono, dal 1º aprile 2017

## Statistiche
La diocesi nel 2021 su una popolazione di 113.150 persone contava 100.560 battezzati, corrispondenti all'88,9% del totale.
| anno | popolazione | popolazione | popolazione | presbiteri | presbiteri | presbiteri | presbiteri                | diaconi | religiosi | religiosi | parrocchie |
| anno | battezzati  | totale      | %           | numero     | secolari   | regolari   | battezzati per presbitero | diaconi | uomini    | donne     | parrocchie |
| ---- | ----------- | ----------- | ----------- | ---------- | ---------- | ---------- | ------------------------- | ------- | --------- | --------- | ---------- |
| 2017 | 50.000      | 71.590      | 69,8        | 26         | 18         | 8          | 1.923                     |         |           | 31        | 13         |
| 2019 | 93.700      | 105.200     | 89,1        | 26         | 22         | 4          | 3.603                     |         | 13        | 25        | 17         |
| 2021 | 100.560     | 113.150     | 88,9        | 26         | 22         | 4          | 3.867                     |         | 13        | 25        | 17         |